# 金溶珍
金 溶珍（キム・ヨンジン、朝鮮語: 김용진、1902年1月28日 - 1970年2月8日）は、大韓民国の地方公務員、政治家。昌寧郡守、昌原郡守、慶尚南道議会議員・議長、第4・5代韓国国会議員を歴任した。

## 経歴
慶尚南道晋陽郡（現・晋州市）出身。鳳陽学校、晋州私立養正学園高等科卒。早稲田大学中学講義録校外生。晋陽郡庁勤務を経て、鳴石面・奈洞面長、泗川郡産業課長、慶尚南道産業課長・内務課長、昌寧郡・昌原郡郡守、晋陽金融組合組合長、厚生協会郡支部長、成人教育協会会長、初代慶尚南道議会議長、自由党委員長、民主党結党発起人・中央委員・慶尚南道党委員長、国会交通逓信分科委員長、新韓党結党発起人・党務委員、新民党政務委員を務めた。
1970年2月8日、晋陽郡奈洞面の自宅で持病により死去。享年67。